# Ulunma Jerome
Ulunma Jerome (11 de abril de 1988) é uma futebolista nigeriana que atua como defensora.

## Carreira
Ulunma Jerome integrou o elenco da Seleção Nigeriana de Futebol Feminino, nas Olimpíadas de 2008. 